# E-nabava
Elektronička nabava (engl. eProcurement, e-nabava/kupnja, supplier exchange) u širem smislu označava kupnju i prodaju proizvoda ili usluga preko interneta.
U užem smislu pojam označava specijalizirani poslovni softver, odnosno sveobuhvatno integrirano softversko rješenje koje automatizira procese nabave koristeći elektronička komunikacijska sredstava te potiče na „Nabavnu disciplinu” i iskorištava snagu grupne kupnje za sve nabavno odgovorne djelatnike tvrtke koji imaju potrebu za nabavom proizvoda i usluga.
Da bi zadovoljila cjelokupni proces nabave i ostvarila svoju svrhu, e-nabava mora sadržavati minimalno sljedeća četiri modula: zahtjeve za nabavu, portal kupca, portal dobavljača i reverzne e-aukcije.
Glavne karakteristike elektroničke nabave su: racionalizacija poslovanja, dostupnost, transparentnost, učinkovitost, kontrola troškova i nadzor procesa nabave, efikasnost procesa, ušteda vremena i novca te otvaranje novih tržišta.

## Povijesni razvoj
Nabava kao pojam postoji od pamtivijeka. Da bi se nešto napravilo/proizvelo potrebne su sirovine iz vanjskih izvora. U složenim organizacijama poput tvrtki, korporacija, država i gradova uvijek netko nešto nabavlja, a zajednička im je karakteristika da troše više nego što bi trebali jer se često ne zna točno tko, što i u kojoj količini nabavlja. Osim toga, tradicionalni papirnati oblik nabave zahtijeva mnoga odobrenja s nekoliko razina što rezultira dugotrajnim čekanjima predstavljajući tako problem voditelju nabave kojemu je cilj postupak nabave provesti brzo, štedljivo i transparentno.
U početku razvoja tehnologije tradicionalan postupak nabave ubrzan je i olakšan izumom sustava elektroničke podrške kao što su PC, ERP, EDI. Ubrzo se kao potpora u komunikacijskom kanalu pojavio Internet, a suvremena informacijska tehnologija posljednje desetljeće kreirala je specijaliziran WEB softver koji kompliciran i dugotrajan proces nabave maksimalno pojednostavljuje. Elektronička nabava, kao povezani sustav internetskih alata i platformi polako, ali sigurno zamjenjuje tradicionalan proces nabave.

## Elektronička nabava u javnom sektoru
Elektronička javna nabava (e-nabava) sveobuhvatni je naziv za sustav javne nabave koji se temelji na primjeni elektroničkih sredstava komunikacije u postupcima javne nabave i uključuje uvođenje elektroničkih alata kao potpore različitim fazama procesa javne nabave. E-nabavu mnoge vlade diljem svijeta (Ukrajina, Ujedinjeno Kraljevstvo Indija,  Australija…) prepoznale su kao instrument reformi u javnom sektoru koji omogućava nadležnima da prate učinkovitost i djelotvornost nabave te postizanje ušteda te omogućava više transparentnosti i odgovornosti uz znatno snižavanje korupcije Za sve natjecatelje vrijede isti, jasno definirani, uvjeti i kriteriji te tako onemogućavaju pogodovanja između kupaca i dobavljača. Zahvaljujući sofisticiranim perfomansama elektronička nabava korisnike dovodi do ekonomski najprihvatljivijih ponuda.
E-nabava u javnim sektorima EU-a sve je prisutnija što ukazuje na utemeljenost takvog poslovnog pristupa. Diljem svijeta dio je velikih projekata vlada u cilju boljeg služenja građanima i gospodarstvu u digitalnoj ekonomiji.  Ovakvi sustavi najčešće funkcioniraju ovako: svi pozivi na nadmetanje javne uprave i rezultati tendera dostupni su na jednom mjestu, a dobavljači mogu pretraživati tendere, uzimati dokumente i slati svoje ponude na nadmetanja na istoj platformi.

## Prednosti elektroničke nabave
Omogućuje širok raspon primjene i to za business-to-business (povezivanje poslovanja tvrtki), business-to-consumer (povezivanje kupaca i dobavljača) ili business-to-government (povezivanje dobavljača s državnim tijelima).
Dostupna je 24 sata sedam dana u tjednu, nudi visoku razinu sigurnosti, procesi su automatizirani, poslovne procedure su jasne i moraju se poštovati, smanjuje poslovni rizik, dokumentacija je pohranjena u sustavu. Cjelokupni postupak provodi se transparentno u jednom informacijskom sustavu, omogućava konzistentnost i smanjuje operativne pogreške. Proširuje opseg nabavnog tržišta i kanala, usluge i proizvodi postaju dostupni na globalnoj razini, a transakcijski troškovi značajno su niži. Sustavi za elektroničku nabavu moraju biti digitalna podrška cijelom procesu nabave, a kreirani su s ciljem jednostavne uporabe za krajnjeg korisnika.
Jedna od najvećih prednosti za krajnjeg korisnika je ušteda vremena i novca koja je dokazana u istraživanju Aberdeen grupacije na uzorku od 400 tvrtki u SAD-u, a pokazala je smanjenje troškova za 50 posto dok je preostalo tri puta više vremena za druge poslove. Istraživanje tvrtke ProeBiz u češkim i slovačkim gradovima pokazalo je uštede između 12 i 21 posto dok iskusni voditelj nabave Boris Vulić u svojim predavanjima ističe uštede između 5 i 25 posto.

## Nedostaci elektroničke nabave
S aspekta kupca može biti upitna pouzdanost dobavljača (ako ne postoji sustav ocjenjivanja) i potencijalni gubitak kvalitete robe.
S aspekta dobavljača nedostatak je gubitak izravnog odnosa s kupcima, poslovnim partnerima, eskalacija rata cijenama bez obzira na kvalitetu te pojačana konkurencija na bazi usluga s dodanom vrijednošću.

## Kako funkcionira e-nabava?
Elektronička nabava je mnogo više od on line naručivanja, to su kompleksni sustavi i niz povezanih procedura koji povezuju tvrtke i njihove poslovne procese direktno s dobavljačima istovremeno upravljajući kompletnom interakcijom među njima. To uključuje upravljanje upitima, ponudama, praćenje povijesnih podataka o nabavi i predstavlja komunikacijsku platformu. Kao centraliziran sustav, na jednom mjestu objedinjava i upravlja svim fazama cjelokupne nabave jedne organizacije. Nabava je organizirana kroz projekte nabave, svaki projekt se sastoji od niza aktivnosti koje izvršavaju razni korisnici sustava.

#### Zahtjevi za nabavu
Zahtjevi za nabavu je neovisan programski modul kojim započinje nabavni proces. Dizajniran je da udovoljava svim potrebama internih klijenata u obliku jednostavnih web formi za unos osnovnih informacija o predmetu nabave. Za kreiranje točnog i potpunog projekta nabave, modul zahtjeva za nabavu korisnicima treba sadržavati minimalno ove funkcionalnosti:
- Omogućava jednostavan i brz unos informacija o predmetu nabave
- Ima mogućnost biranja proizvoda iz nekoliko kataloga
- Predviđa automatsko obavještavanje odgovornih osoba o kreiranju zahtjeva
- Osigurava elektronički (e-mail, chat) protok i brzu razmjenu informacija među sudionicima
- Osigurava elektroničko (e-mail, chat) davanje suglasnosti ili naloga za povratak na doradu prema definiranoj hijerarhiji
- Automatski objedinjava zahtjeve temeljem sličnih parametara
- Dozvoljava kontinuiranu komunikaciju među svim sudionicima
- Omogućava monitoring provedbe zahtjeva

#### Portal kupca/naručitelja
Kupac/naručitelj upravlja i prati razvoj projekta nabave s portala posebno kreiranog za tu svrhu. Da bi zadovoljio potrebe kupca/naručitelja u nabavnom procesu, kao ključne funkcionalnosti ovoga modula se izdvajaju:
- Podržava kreiranje jedinstvenog predloška prema kojem će se izmjenjivati faze projekta nabave (aktivnosti, zavisnosti, redoslijed izvršavanja)
- Automatski povezuje predmet nabave s potencijalnim dobavljačima
- Omogućava brzo kreiranje i slanje poziva dobavljačima
- Automatski prilaže dokumente s tehničkim specifikacijama predmeta nabave
- Predviđa definiranje općih uvjeta natječaja i predmeta nabave
- Omogućava sastavljanje anketnog upitnika za dobavljače
- Omogućava arhiviranje prikupljenih informacija
- Osigurava anonimnu komunikaciju s dobavljačima prije, tijekom i poslije natječaja
- Obuhvaća upravljanje odobravanjima u projektima nabave za neograničen broj osoba i njegovih uloga u procesu nabave
- Podržava cjelokupnu komunikaciju (e-mail, chat) sa svim sudionicima u nabavnom procesu
- Sakuplja i arhivira kompletnu dokumentaciju vezanu uz svaki projekte nabave na jednom mjestu
- Osigurava pristup dokumentaciji ovlaštenim korisnicima
- Podržava analizu i usporedbu ponuda dobavljača prema zadanim kriterijima
- Omogućava ovjeru dobavljača
- Podržava pretraživanje dobavljača prema zadanim kriterijima
- Podržava pretraživanje artikala prema zadanim svojstvima
- Podržava centralno pretraživanje kataloga artikala
- Podržava povezivanja s vanjskim sustavima
- Automatski kreira ugovore na temelju rezultata natječaja uz mogućnost upravljanja pojedinim stavkama ugovora
- Osigurava iste, jasno definirane uvjete za sve natjecatelje

#### Portal dobavljača (supplier portal)
je centralno mjesto pomoću kojega dobavljač komunicira s naručiteljem i sudjeluje u procesu nabave. Ključne funkcionalnosti ovog modula su sljedeće:
- Omogućava registraciju i prijavu na portal te kreiranje korisničkog računa
- Osigurava nadzor i upravljanje korisničkim računom
- Omogućava primanje obavijesti o novim narudžbama i zahtjevima
- Alarmira korisnika o pristiglim zahtjevima za komunikaciju (e-mail kupca/naručitelja)
- Podržava upite za dodatna pojašnjenja
- Osigurava ažurno praćenje objave tendera/eAukcija na kojima može sudjelovati
- Omogućava sudjelovanje u eAukcijama
- Omogućava primanje i popunjavanje anketa
- Omogućava predavanje ponuda i dostavljanje dokumentacije
- Omogućava pretraživanje, selektiranje i arhiviranje dokumentacije
- Podržava komunikaciju s kupcem/naručiteljem u stvarnom vremenu

## Reverzne e-aukcije
Reverzne online aukcije pokazale su se kao odličan alat za umanjenje cijena po jedinici proizvoda u direktnom sučeljavanje dobavljača, kratko traju i rezultati su odmah vidljivi. Nasuprot Suprotno uvriježenom mišljenju aukcije se mogu provoditi za različite tipove robe, najvažnije je dobra priprema dobavljača i definicija predmeta nabave. Za pripremu aukcija postoji modul za definiranje parametara aukcije. Tijekom trajanja aukcije korisnik upravlja aukcijom, nadzire je u realnom vremenu i komunicira s korisnicima koristeći kontrolnu ploču aukcije.	
Sustavi za e-nabavu mogu podržavati različite sljedeće tipove e-aukcija: englesku, japansku, nizozemsku i brazilsku aukciju.	

## Elektronička nabava u svijetu i Hrvatskoj
Na području Hrvatske i šire regije korištenje sustava za elektroničku nabavu tek je u začetku, međutim gospodarstvenici naprednih zemalja (SAD, EU, Australija) dugogodišnji su korisnici ovog poslovnog softvera. Jedni od najpoznatijih proizvođača su tvrtke: Vroozi, Zycus, Ariba, SAP, Coupa, Oracle, SciQuest, GEP, Ivalua, Proactis i Bravo solutions. Prvi i jedini proizvođač cjelokupnog integriranog procesa za elektroničku nabavu u Hrvatskoj i široj regiji je tvrtka RIS software. 
Hrvatska B2B platforma Worcon povezuje proizvođače (naručitelje) s kooperantima (izvođačima) u industrijskoj proizvodnji i strojnoj obradi. 